# WOW64
WoW64, Windows-on-Windows 64-bit – istniejący w systemach operacyjnych z rodziny Microsoft Windows podsystem, pozwalający na uruchamianie 32-bitowych aplikacji w uruchomionym środowisku 64-bitowego systemu operacyjnego. WoW64 zajmuje się obsługą wielu różnic pomiędzy 32-bitowymi i 64-bitowymi wersjami Windows, szczególnie dotyczących strukturalnych zmian w samym systemie Windows.

## Lista systemów operacyjnych wykorzystujących nakładkę
- Windows 2000 Limited Edition (wersja ia64 dla procesorów Itanium)
- Windows XP Professional x64 Edition
- Windows Server 2003 (amd64, ia64)
- Windows Vista (amd64)
- Windows Server 2008 (amd64, ia64)
- Windows 7 (amd64)
- Windows 8/8.1 (amd64)
- Windows 10 (amd64)
- Windows 11 (amd64)